# Bisdom Chapecó
Het bisdom Chapecó (Latijn: Dioecesis Xapecoënsis) is een rooms-katholiek bisdom met als zetel Chapecó, in Brazilië. Het bisdom is suffragaan aan het aartsbisdom Florianópolis.

## Geschiedenis
Het bisdom werd opgericht op 14 januari 1958, uit delen van het bisdom Lages en de territoriale prelatuur Palmas.

## Parochies
Het bisdom had in 2021 een oppervlakte van 15.663 km2 en telde 824.320 inwoners waarvan 73,0% rooms-katholiek was.

## Bisschoppen
- José Thurler (12 februari 1959 - 22 maart 1962)
- Wilson Laus Schmidt (18 mei 1962 - 22 januari 1968)
- José Gomes (16 juli 1968 - 28 oktober 1998)
- Manoel João Francisco (28 oktober 1998 - 26 maart 2014)
  - José Gislon (apostolisch administrator: 1 juni 2014 - 14 februari 2015)
- Odelir José Magri (3 december 2014 - heden)

Florianópolis (aartsbisdom) · Blumenau · Caçador · Chapecó · Criciúma · Joaçaba · Joinville · Lages · Rio do Sul · Tubarão